# Psilogaster loti
Psilogaster loti is een vlinder uit de familie spinners. De wetenschappelijke naam is voor het eerst geldig gepubliceerd in 1810 door Ochsenheimer.
De soort komt voor in Europa.